# 特赖亚
特赖亚（德語：Treia）是德国石勒苏益格－荷尔斯泰因州的一个市镇。总面积21.72平方公里，总人口1431人，其中男性717人，女性714人（2011年12月31日），人口密度66人/平方公里。